# Imrich Barta
Imrich Barta (geboren 1925 in Šamorín; gestorben 1999 in Bratislava) war ein slowakischer Maler und Architekt griechischer Abstammung.
Er schuf viele Ölgemälde im Stil von Vincent van Gogh und arbeitete auch als Architekt. Während seiner Karriere restaurierte er viele Kirchen in Bratislava und wurde der Hauptarchitekt des Projekts zum Aufbau eines neuen Teils in Bratislava, der heute Petržalka heißt; sein Projekt wurde jedoch von der kommunistischen tschechoslowakischen Regierung wegen seiner voraussichtlichen Kosten gestoppt und ein anderer, kostengünstigerer, verwirklicht. Die Regierung tat das gleiche mit Bartas modernem Projekt, das einen neuen Teil des Stadtzentrums von Bratislava in der Nähe der Donau umfasste. Erst im Jahr 2010 wurde ein ähnliches Projekt, bekannt als Eurovea, abgeschlossen. Barta war einer der Architekten, die das 1959 bis 1963 erbaute Viertel Ružová Dolina in Bratislava entworfen hat.